# Serrat del Cogull
El Serrat del Cogull és un serrat del municipi de Llimiana, del Pallars Jussà, a la part central meridional del terme. És una serrat contrafort del Montsec de Rúbies, situat al sud de la vila de Llimiana.